# Bigelow, Arkansas
Bigelow là một thị trấn thuộc quận Perry, tiểu bang Arkansas, Hoa Kỳ. Năm 2010, dân số của thị trấn này là 315 người.

## Dân số
- Dân số năm 2000: 329 người.
- Dân số năm 2010: 315 người.